# María Montez
María Montez (eigentlich María África Antonia Gracia Vidal de Santo Silas; * 6. Juni 1912 in Barahona, Dominikanische Republik; † 7. September 1951 in Suresnes, Frankreich) war eine dominikanische Schauspielerin.

## Leben
Ihr Vater Isidoro Gracia war spanischer Honorarkonsul in der Dominikanischen Republik. Nach ersten Erfahrungen als Fotomodell in New York ging sie nach Hollywood. Sie unterschrieb bei der Produktionsgesellschaft Universal Pictures, nahm in Anlehnung an Lola Montez, die ihr Vater bewunderte, den Künstlernamen „Montez“ an und gab 1940 ihr Leinwanddebüt.
Während des Zweiten Weltkriegs stieg sie dank einer Reihe von Abenteuerfilmen vor exotischer Kulisse zur „Königin des Technicolor“ auf, ihr starker Akzent wurde ihr Markenzeichen. Ihre Partner waren häufig Jon Hall und Sabu. In Anspielung auf die oft knapp verhüllten Darstellerinnen in diesen Produktionen etablierte sich der Begriff „Tits-and-sands“-Filme, der später unter anderem auch auf die italienischen Sandalenfilme angewandt wurde.

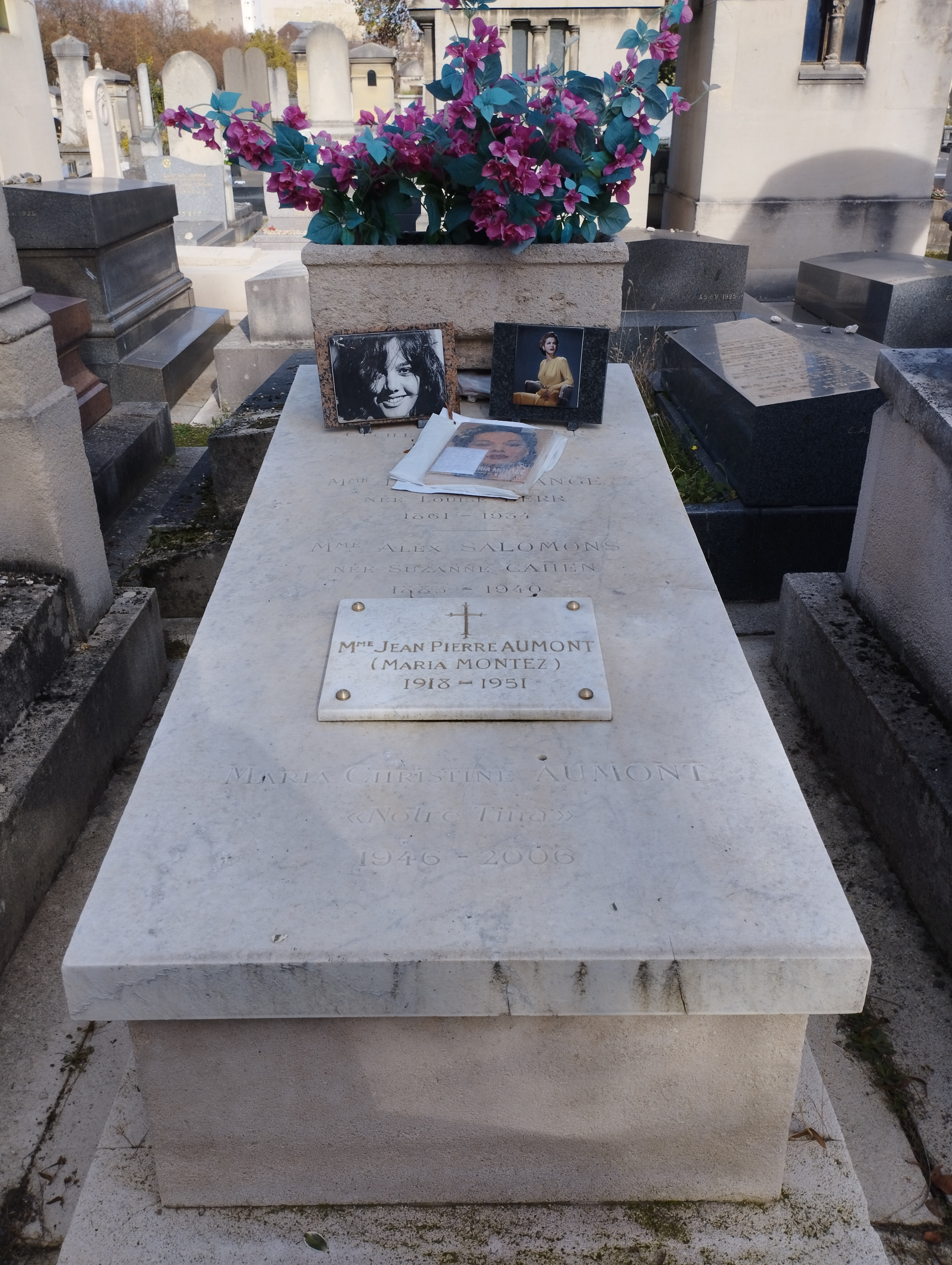
Grab von Montez und ihrer Tochter Tina auf dem Cimetière du Montparnasse in Paris

Mit dem Ende des Krieges ging auch die Karriere von Montez zu Ende. Sie drehte mit ihrem zweiten Ehemann, dem französischen Schauspieler Jean-Pierre Aumont, noch einige Filme in Europa. Unter anderem stand sie in dem Debütfilm des jüngeren Bruders ihres Mannes, François Villiers, in dem Filmdrama Die Hafenbar von Marseille (1949) zusammen mit Lilli Palmer vor der Kamera. Sie wurde 1951 – vermutlich nach einem Herzanfall – tot in der Badewanne aufgefunden. Da keine Autopsie vorgenommen wurde, blieb die genaue Todesursache unklar.
Ihre Tochter Tina Aumont aus ihrer zweiten Ehe war ebenfalls Schauspielerin.

## Nachwirkung
Einige von Montez’ Filmen erzielten in späteren Jahren Kultstatus, so der 1944 uraufgeführte Die Schlangenpriesterin, der 2001 im Rahmen des San Francisco International Film Festivals und 2006 auf der Viennale gezeigt wurde, beide Male mit einer persönlichen Einführung durch den Filmemacher und Skandalbuchautor Kenneth Anger.
Der US-amerikanische Autor Gore Vidal ließ die Schauspielerin als Nebenfigur in seinem Roman Myron (1974) auftreten, der Fortsetzung von Myra Breckinridge. Den Titel der englischen Taschenbuchausgabe von 1997, die beide Bücher vereinte, zierte ein Foto aus Die Schlangenpriesterin.
Als Ehrung wurde der Flughafen ihrer Heimatstadt nach ihr benannt.

## Filmografie
- 1940: Boss of Bullion City
- 1940: Die unsichtbare Frau (The Invisible Woman)
- 1941: Moonlight in Hawaii
- 1941: Raiders of the Desert
- 1941: South of Tahiti
- 1941: That Night in Rio
- 1942: Arabische Nächte (Arabian Nights)
- 1942: Bombay Clipper
- 1942: Mystery of Marie Roget
- 1943: Fluch der Tempelgötter (White Savage)
- 1944: Ali Baba und die vierzig Räuber (Ali Baba and the Forty Thieves)
- 1944: Bowery to Broadway
- 1944: Die Schlangenpriesterin (Cobra Woman)
- 1944: Zigeuner-Wildkatze (Gypsy Wildcat)
- 1945: Sudan
- 1946: Tangier
- 1947: Die Piraten von Monterey (Pirates of Monterey)
- 1947: Der Verbannte (The Exile)
- 1948: Die Hafenbar von Marseille (Hans le marin)
- 1949: Portrait d’un assassin
- 1949: Die Herrin von Atlantis (Siren of Atlantis)
- 1950: Der Dieb von Venedig (Il ladro di Venezia)
- 1951: Schatten über Neapel/Amore e sangue (zwei Sprachversionen)
- 1951: Die Rache des Korsaren (La Vendetta del corsaro)